# Kvarnträsket (sjö i Raseborg, Nyland, 60,09 N, 23,4 Ö)
Kvarnträsket är en sjö i kommunen Raseborg i landskapet Nyland i Finland. Sjön ligger 22 meter över havet. Arean är 47 hektar och strandlinjen är 4,33 kilometer lång. Sjön  ingår i Skärgårdshavets kustområde, Åland.   Den ligger omkring 86 km väster om Helsingfors. 